# Совет национальной безопасности и обороны Украины
Совет национальной безопасности и обороны Украины (СНБОУ; укр. Рада національної безпеки і оборони України) — согласно действующей Конституции Украины, координационный орган при президенте Украины по вопросам национальной безопасности и обороны Украины. 
Орган был образован указом президента Украины в 1996 году. 25 декабря 2014 года Верховной радой был принят закон, расширяющий полномочия СНБО и его секретаря, что, по мнению наблюдателей, сделало СНБО вторым по значимости органом власти на Украине. Предшественниками СНБОУ были Совет обороны Украины, созданный по постановлению Верховной рады, от 11 октября 1991 года, и Совет безопасности при президенте Украины, созданный в 1992 году.
С 2014 года орган получил расширенные полномочия, включая введение санкций. Во время президентства Владимира Зеленского, начиная с 2021 года, СНБО активно использует санкции против граждан Украины, что вызывает критику правозащитников и юристов как практику, противоречащую принципам верховенства права и политически мотивированную.

## История
Совет национальной безопасности Украины создан Указом Президента Украины в июле 1992 года как консультативно-совещательный орган в системе органов государственной исполнительной власти при Президенте Украины. В таком качестве она просуществовала до 1994 года, когда опять же Указом Президента Украины за ней были закреплены функции организационно-координационной деятельности. Предоставление координационных полномочий параллельно с осуществлением мер по адекватному информационному обеспечению позволили совету и его аппарату действовать гораздо результативнее, касаться сложных и масштабных вопросов государственной жизни. Вместе с тем ощущались и соответствующие ограничения, поскольку статус совета определялся на уровне президентских указов, тогда как фактически её деятельность влияла на действия Президента Украины, на деятельность правительства, силовых структур и т. п. и объективно требовала закрепления на конституционном и законодательном уровнях. Первой попыткой адекватно определить статус Совета национальной безопасности и место, которое она занимает в системе государственных органов Украины, было подписание в 1995 году Конституционного договора между Верховной Радой и Президентом Украины, в котором на Президента возлагались функции гаранта национальной безопасности Украины и председателя Совета национальной безопасности и обороны Украины.
В Конституции Украины 1996 года этот вопрос решён значительно глубже. Во-первых, в нём, по сути, конституирована новый государственный орган — Совет национальной безопасности и обороны Украины, унаследовавший функции бывших Совета обороны и Совета национальной безопасности. Во-вторых, Конституция определяет основные задачи этого органа — координацию и контроль деятельности органов исполнительной власти в сфере национальной безопасности и обороны. В-третьих, непосредственно в тексте Конституции определены принципиальные основы формирования СНБОУ и, наконец, Конституция содержит прямое указание о разработке специального закона, который определял бы функции и полномочия Совета. Итак, на текущий момент Совет национальной безопасности и обороны Украины — это специализированный государственный орган с конституционным статусом, который является органической частью системы президентской власти и призван обеспечить одну из важнейших конституционных функций Президента — гарантировать государственную независимость и национальную безопасность государства.

### Санкции против граждан Украины
Санкционная политика Совета национальной безопасности и обороны Украины (СНБО) подвергается широкой критике за применение персональных ограничительных мер против граждан Украины без судебного решения, что нарушает нормы Конституции и базовые принципы верховенства права. Санкции вводятся постановлением СНБО на основании Закона «О санкциях», однако механизм не предусматривает участия суда, что противоречит юридическим стандартам Европейского Союза и других демократических государств.
Правозащитные организации, включая Центр гражданских свобод, Украинский Хельсинкский союз и Харьковскую правозащитную группу, указывают на неконституционность такой практики. Они подчёркивают, что СНБО — политический орган, не обладающий полномочиями выполнять квазисудебные функции. В феврале 2025 года несколько украинских правозащитных организаций выступили с совместным заявлением против использования санкций для давления на оппозицию.
По мнению критиков, санкционный механизм всё чаще используется как политический инструмент действующего президента Украины Владимира Зеленского для устранения политических конкурентов и усиления влияния на медиа и бизнес. Под санкции попадали оппозиционные политики, журналисты и бизнесмены, включая пятого президента Украины Петра Порошенко, предпринимателей Игоря Коломойского и Геннадия Боголюбова, журналистку Светлану Крюкову, бывшего советника Офиса президента Алексея Арестовича и бизнесмена Константина Жеваго.
С аналогичной критикой выступали международные правозащитные организации, включая Amnesty International, которая заявила о «систематическом использовании санкций как инструмента политического преследования».

## Структура
Председателем Совета национальной безопасности и обороны Украины является Президент Украины. Он также формирует персональный состав Совета национальной безопасности и обороны Украины.
В состав Совета национальной безопасности и обороны Украины по должности входят Премьер-министр Украины, Министр обороны Украины, Председатель Службы безопасности Украины, Министр внутренних дел Украины, Министр иностранных дел Украины. Председатель Верховной Рады Украины не является членом СНБО, но может принимать участие в его заседаниях.
Членами Совета национальной безопасности и обороны Украины могут быть руководители других центральных органов исполнительной власти.
По приглашению Председателя Совета национальной безопасности и обороны Украины в её заседаниях могут принимать участие председатели комитетов Верховной Рады Украины, другие народные депутаты Украины, руководители центральных органов исполнительной власти и другие лица.

### Секретарь СНБОУ
Секретарь Совета национальной безопасности и обороны Украины назначается на должность и освобождается от должности Президентом Украины и непосредственно ему подчиняется.
Секретарь Совета национальной безопасности и обороны Украины обеспечивает организацию работы и выполнения решений Совета национальной безопасности и обороны Украины.
Секретарь Совета национальной безопасности и обороны Украины имеет заместителей, которые назначаются на должность и освобождаются от должности Президентом Украины.
На должности Секретаря Совета национальной безопасности и обороны Украины и его заместителей могут назначаться как гражданские лица, так и военнослужащие.
Полномочия Секретаря СНБО следующие: он готовит предложения относительно перспективного и текущего планирования деятельности Совета национальной безопасности и обороны Украины. Представляет на рассмотрение Президента Украины проекты актов Президента Украины о введении в действие решений Совета национальной безопасности и обороны Украины, в том числе относительно предложений и рекомендаций по реализации основ внутренней и внешней политики в сфере национальной безопасности и обороны. Организует работу, связанную с подготовкой и проведением заседаний Совета национальной безопасности и обороны Украины и контролем за исполнением принятых ею решений. Информирует Президента Украины и членов Совета национальной безопасности и обороны Украины о ходе выполнения решений Совета. Координирует деятельность рабочих и консультативных органов Совета национальной безопасности и обороны Украины. По поручению Председателя Совета национальной безопасности и обороны Украины представляет позицию Совета национальной безопасности и обороны Украины в Верховной Раде Украины, в отношениях с органами исполнительной власти и органами местного самоуправления, с политическими партиями и общественными организациями и средствами массовой информации, с международными организациями.

### Аппарат СНБОУ
Текущее информационно-аналитическое и организационное обеспечение деятельности Совета национальной безопасности и обороны Украины осуществляет его аппарат, который подчиняется Секретарю Совета национальной безопасности и обороны Украины.
Для обработки и комплексного решения проблем межотраслевого характера, обеспечение научно-аналитического и прогнозного сопровождения деятельности Совета национальной безопасности и обороны Украины по его решению, могут создаваться временные межведомственные комиссии, рабочие и консультативные органы.
Функции, структура, штатная численность аппарата Совета национальной безопасности и обороны Украины, а также функции заместителей Секретаря СНБО определяются Президентом Украины. Функции и полномочия вспомогательных органов СНБОУ также определяет Президент Украины.
Предельная численность работников Аппарата Совета национальной безопасности и обороны Украины утверждена в количестве 237 штатных единиц.

## Правовые основы деятельности СНБОУ
Деятельность Совета национальной безопасности и обороны основывается на Конституции Украины и Законах Украины, международных договорах Украины, ратифицированных Верховной Радой Украины, актах Президента Украины.
Основной организационной формой деятельности Совета национальной безопасности и обороны Украины является её заседание. На заседаниях Совета национальной безопасности и обороны Украины её члены голосуют лично. Делегирование ими обязанности присутствовать на заседании СНБО другим лицам не допускается. Решения Совета национальной безопасности и обороны Украины принимаются не менее чем двумя третями голосов её членов. Эти решения вводятся в действие указом Президента Украины. Председатель Верховной Рады Украины не имеет права голоса, но может высказать своё мнение относительно принятых решений, которое протоколируется.

## Функции и компетенция Совета национальной безопасности и обороны Украины

### Функции
Согласно закону Украины «О Совете национальной безопасности и обороны Украины» функциями этого органа являются:
- Внесение предложений Президенту Украины относительно реализации основ внутренней и внешней политики в сфере национальной безопасности и обороны.
- Координация и осуществление контроля за деятельностью органов исполнительной власти в сфере национальной безопасности и обороны в мирное время.
- Координация и осуществление контроля за деятельностью органов исполнительной власти в сфере национальной безопасности и обороны в условиях военного или чрезвычайного положения и при возникновении кризисных ситуаций, угрожающих национальной безопасности Украины.

### Компетенция
В соответствии с функциями, определенными вышеперечисленным Законом, Совет национальной безопасности и обороны Украины:
- разрабатывает и рассматривает на своих заседаниях вопросы, которые согласно Конституции и законов Украины, Концепции (основ государственной политики) национальной безопасности Украины, Военной доктрины Украины относятся к сфере национальной безопасности и обороны, и подает предложения Президенту Украины в соответствии со своими исследованиями.
- текущий контроль деятельности органов исполнительной власти в сфере национальной безопасности и обороны, подает Президенту Украины соответствующие выводы и предложения;
- привлекает к анализу информации должностных лиц и специалистов органов исполнительной власти, государственных учреждений, научных учреждений, предприятий и организаций всех форм собственности;
- инициирует разработку нормативных актов и документов по вопросам национальной безопасности и обороны, обобщает практику их применения и результаты проверок их выполнения;
- координирует и контролирует перевод центральных и местных органов исполнительной власти, а также экономики страны на работу в условиях военного или чрезвычайного положения;
- координирует и контролирует деятельность органов местного самоуправления в пределах предоставленных полномочий во время введения военного или чрезвычайного положения;
- координирует и контролирует деятельность органов исполнительной власти по отражению вооружённой агрессии, организации защиты населения и обеспечению его жизнедеятельности, охране жизни, здоровья, конституционных прав, свобод и законных интересов граждан, поддержанию общественного порядка в условиях военного и чрезвычайного положения и при возникновении кризисных ситуаций, угрожающих национальной безопасности Украины.

Однако по мнению аналитического персонала исследовательской организации RAND СНБО испытывает нехватку бюджетных и властных полномочий для того, чтобы эффективно воплощать свои решения в жизнь. При этом было отмечено, что слабость и низкая эффективность является чертой всех координационных органов в украинской системе управления.

### СНБО при президенте Зеленском
31 мая 2019 года указом президента Владимира Зеленского были объявлены кадровые изменения в составе СНБО Украины.
В состав Совета вошли:
- Владимир Зеленский — глава СНБО;
- Иван Баканов — первый заместитель главы СБУ, начальник Главного управления по борьбе с коррупцией и организованной преступностью СБУ;
- Андрей Богдан — глава Администрации президента (АП);
- Александр Данилюк — секретарь СНБО;
- Оксана Маркарова — министр финансов;
- Вадим Пристайко — заместитель главы АП;
- Руслан Рябошапка — заместитель главы АП;
- Руслан Хомчак — начальник Генерального штаба — главнокомандующий Вооружёнными силами Украины.

Из состава СНБО были выведены бывший секретарь ведомства Александр Турчинов, бывший глава администрации президента Игорь Райнин, экс-глава Генштаба Виктор Муженко и министр информационной политики Украины Юрий Стець.
15 июля президент Зеленский внёс дополнительные изменения в состав СНБО.
В состав Совета вошли:
- Владислав Бухарев — председатель Службы внешней разведки;
- Игорь Черкасский — председатель Государственной службы финансового мониторинга.

6 сентября, после начала работы Верховной рады VIII созыва и утверждения нового правительства, Зеленский ввёл в состав СНБО премьер-министра Алексея Гончарука, министра обороны Андрея Загороднюка и председателя Верховной рады Дмитрия Разумкова. Зеленский также утвердил в составе СНБО (в связи с назначениями на новые должности) главу СБУ Ивана Баканова, министра иностранных дел Вадима Пристайко и генерального прокурора Руслана Рябошапку. Из состава СНБО были выведены Василий Грицак, Владимир Гройсман, Павел Климкин, Андрей Парубий, Павел Петренко, Степан Полторак.
В конце сентября Данилюк подал заявление об отставке с поста секретаря СНБО, 30 сентября был освобождён от должности, 15 октября выведен из состава СНБО.
3 октября секретарём СНБО был назначен Алексей Данилов.
15 октября в состав СНБО вошёл председатель Службы внешней разведки Украины Валерий Евдокимов.

### Состав СНБО
Председатель:
- Зеленский Владимир Александрович (с 20 мая 2019 г.[28])

Секретарь:
- Умеров Рустем Энверович (с 18 июля 2025 г.)

Первые заместители секретаря:
- Демченко, Руслан Михайлович (с 16 июня 2020 г., № 228/2020)
- Хомчак, Руслан Борисович (с 27 июля 2021 г., № 322/2021)

Заместитель секретаря:
- Демедюк, Сергей Васильевич (с 21 октября 2019 г., № 765/2019)
- Соловьёв, Алексей Станиславович (с 25 февраля 2020 г., № 57/2020)

Члены Совета:
1. Галущенко, Герман Валерьевич — министр юстиции Украины
2. Гринчук, Светлана Васильевна — министр энергетики Украины
3. Ермак, Андрей Борисович — руководитель Офиса президента Украины
4. Загородний, Анатолий Глебович — президент Национальной академии наук Украины
5. Иващенко Олег Иванович — глава Службы внешней разведки Украины
6. Клименко, Игорь Владимирович — министр внутренних дел Украины
7. Кравченко, Руслан Андреевич — генеральный прокурор
8. Ляшко, Виктор Кириллович — министр здравоохранения Украины
9. Малюк, Василий Васильевич — глава Службы безопасности Украины
10. Марченко, Сергей Михайлович — министр финансов Украины
11. Пронин, Филипп Евгеньевич — глава Государственной службы финансового мониторинга
12. Пышный, Андрей Григорьевич — глава Национального банка Украины
13. Свириденко, Юлия Анатольевна — премьер-министр Украины
14. Сибига, Андрей Иванович — министр иностранных дел Украины
15. Сырский, Александр Станиславович — главнокомандующий Вооружёнными Силами Украины
16. Стефанчук, Руслан Алексеевич — глава Верховной Рады Украины
17. Соболев Алексей Дмитриевич — министр экономики, окружающей среды и сельского хозяйства Украины.
18. Фёдоров, Михаил Альбертович — министр цифровой трансформации Украины
19. Шмыгаль, Денис Анатольевич — министр обороны Украины